# 모엘리섬

모엘리의 기

코모로 제도

모엘리섬(프랑스어: Mohéli) 또는 므왈리섬(코모로어: Mwali)은 코모로 제도에 위치한 섬으로 중심 도시는 폼보니이며 면적은 211km2, 인구는 38,000명(2006년 기준), 인구 밀도는 122.07명/km2이다.

## 같이 보기
- 코모로